# O'Donoghue's Pub

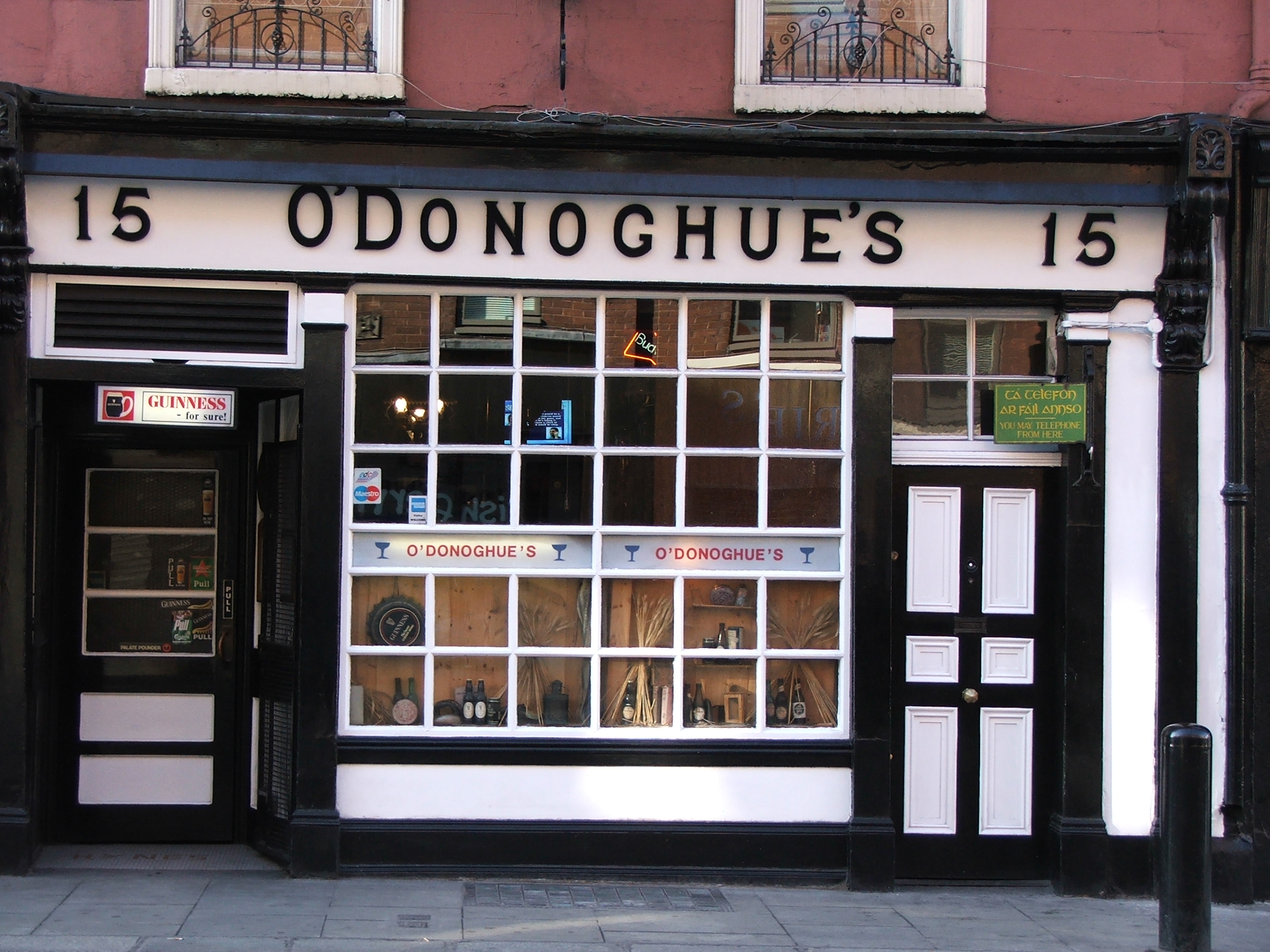
O'Donoghue's entré mot Merrion Row.

O'Donoghue's Pub är en historisk betydande pub nära St Stephen's Green i södra Dublin. 
O'Donoghue's byggdes år 1789 som speceriaffär. 1934 köptes butiken upp av familjen O'Donoghue's och gjordes om till en pub. 
O'Donoghue's är starkt förknippad med traditionell irländsk folkmusik och det var här den populära irländska gruppen The Dubliners började sin musikaliska karriär på mitten av 1960-talet. Ett flertal andra stora irländska musiker har spelat här, bland annat Christy Moore, The Fureys, Seamus Ennis, Joe Heaney och Phil Lynott, vilka alla liksom medlemmarna i The Dubliners har sina foton uppsatta på pubens "Wall of Fame".
1988 såldes O'Donoghue's vidare till Oliver Barden. 